# Kapucijnluiaard
De kapucijnluiaard (Bradypus variegatus)  is een zoogdier uit de familie van de drievingerige luiaards (Bradypodidae). De wetenschappelijke naam van de soort werd voor het eerst geldig gepubliceerd door Heinrich Rudolf Schinz in 1825.

## Kenmerken
Onderzoekers ontdekten in 2014, dat diverse organen door extra weefsel aan het skelet zijn bevestigd. Zij ontleedden twee exemplaren en merkten op dat de nieren met bindweefsel aan het bekken waren gehecht, maag en lever waren door middel van vliezen aan de onderste ribben bevestigd. Alhoewel dit bindweefsel zo'n twintig jaar terug al bij de tweevingerige luiaard werd opgemerkt, schonken biologen daar toentertijd verder weinig aandacht aan. Blijkbaar komt deze mutatie bij alle luiaards voor; andere zoogdieren hebben dit bindweefsel niet. De luiaard bespaart energie door dit extra weefsel tijdens de ademhaling. De uiteindelijke energiebesparing is afhankelijk van de tijd, die de luiaard ondersteboven hangt; echter per individu zijn hierin grote verschillen zichtbaar.

## Leefwijze
Deze soort slaapt 16 uur per dag, klimt een keer per week naar beneden om te ontlasten en brengt de rest van zijn leven in de bomen door. De bladeren die ze eten, leveren hen slechts 140 kilocalorieën per dag op.

## Verspreiding
Deze soort leeft in Midden- en Zuid-Amerika. Het leefgebied spreidt zich uit van Honduras en Nicaragua, via Costa Rica en Panama naar het westen en zuiden van Venezuela, Colombia, Ecuador, het noorden van Bolivia, Brazilië en het oosten van Peru. In Brazilië komt de kapucijnluiaard voor in het Amazoneregenwoud en het Atlantisch Woud.